# Hypsoprora alticornis
Hypsoprora alticornis är en insektsart som beskrevs av Frederick Byron Plummer. Hypsoprora alticornis ingår i släktet Hypsoprora och familjen hornstritar. Inga underarter finns listade i Catalogue of Life.